# Yossif Ivanov
Yossif Ivanov (18 juli 1986) is een Belgisch violist. Zijn vader, Dimitri Ivanov, was concertmeester bij het Antwerp Symphony Orchestra in Antwerpen. Tot de musici met wie hij heeft samengespeeld behoort ook zijn broer, de pianist Philippe Ivanov.
Yossif Ivanov studeerde viool bij Zakhar Bron, bij Igor Oistrakh en Valéry Oistrakh en Augustin Dumay.
Hij vertegenwoordigde België op het Eurovision Young Musicians 2000 dat toen in Bergen, Noorwegen georganiseerd werd. Hij bleef steken in de halve finale.
In 2003 won hij op 16-jarige leeftijd de Premier Grand Prix van het Concours Musical International de Montréal, en in 2005 behaalde hij als 18-jarige in de Koningin Elisabethwedstrijd voor viool zowel de Publieksprijs alsook de Tweede Prijs, wat op dit concours het beste resultaat ooit voor een Belg is.
Anno 2010 is hij de jongste docent viool aan het Conservatorium van Brussel.
- Bibliothèque nationale de France: cb14640971k (data)
- Catàleg d'autoritats de noms i títols de Catalunya: 981058508630606706
- CiNii: DA17126910
- International Standard Name Identifier: 0000 0000 3950 0118
- Library of Congress Control Number: n2008074090
- Nationale Bibliotheek van Letland: 000176760
- MusicBrainz: 5391720d-58fe-498d-9c0d-a81dfb7f6ef7
- Système universitaire de documentation: 088522385
- Virtual International Authority File: 74110532
- WorldCat: E39PBJcgtWwRqRb3GkhjtQxbh3